# Béla (fils de Benjamin)
Pour les articles homonymes, voir Béla.
Béla est un fils de Benjamin fils de Jacob et de Rachel. Ses descendants s'appellent les Bélaïtes.

## Béla et ses frères
Béla a pour frères Béker, Ashbel, Guéra, Naamân, Éhi, Rosh, Mouppim, Houppim et Ard.

## Béla en Égypte
Béla part avec son père Benjamin et son grand-père Jacob pour s'installer en Égypte au pays de Goshen dans le delta du Nil.
La famille des Bélaïtes dont l'ancêtre est Béla sort du pays d'Égypte avec Moïse,.

## Béla et ses fils
Béla a pour fils Héred et Noéman nés en Égypte.